# Kadsura japonica
Kadsura japonica är en tvåhjärtbladig växtart som först beskrevs av Carl von Linné d.y., och fick sitt nu gällande namn av Michel Félix Dunal. Kadsura japonica ingår i släktet Kadsura och familjen Schisandraceae. Inga underarter finns listade.

## Bildgalleri

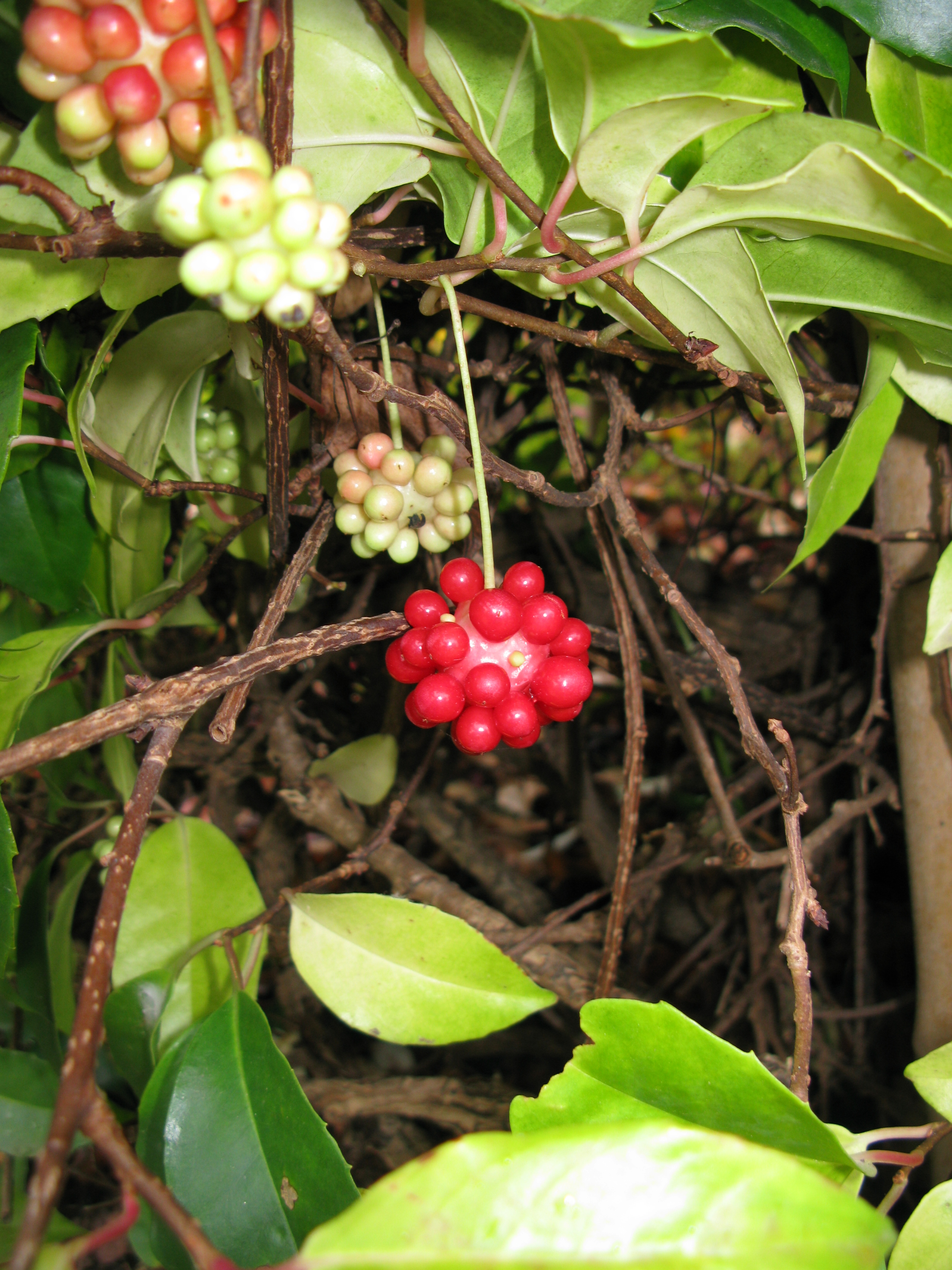
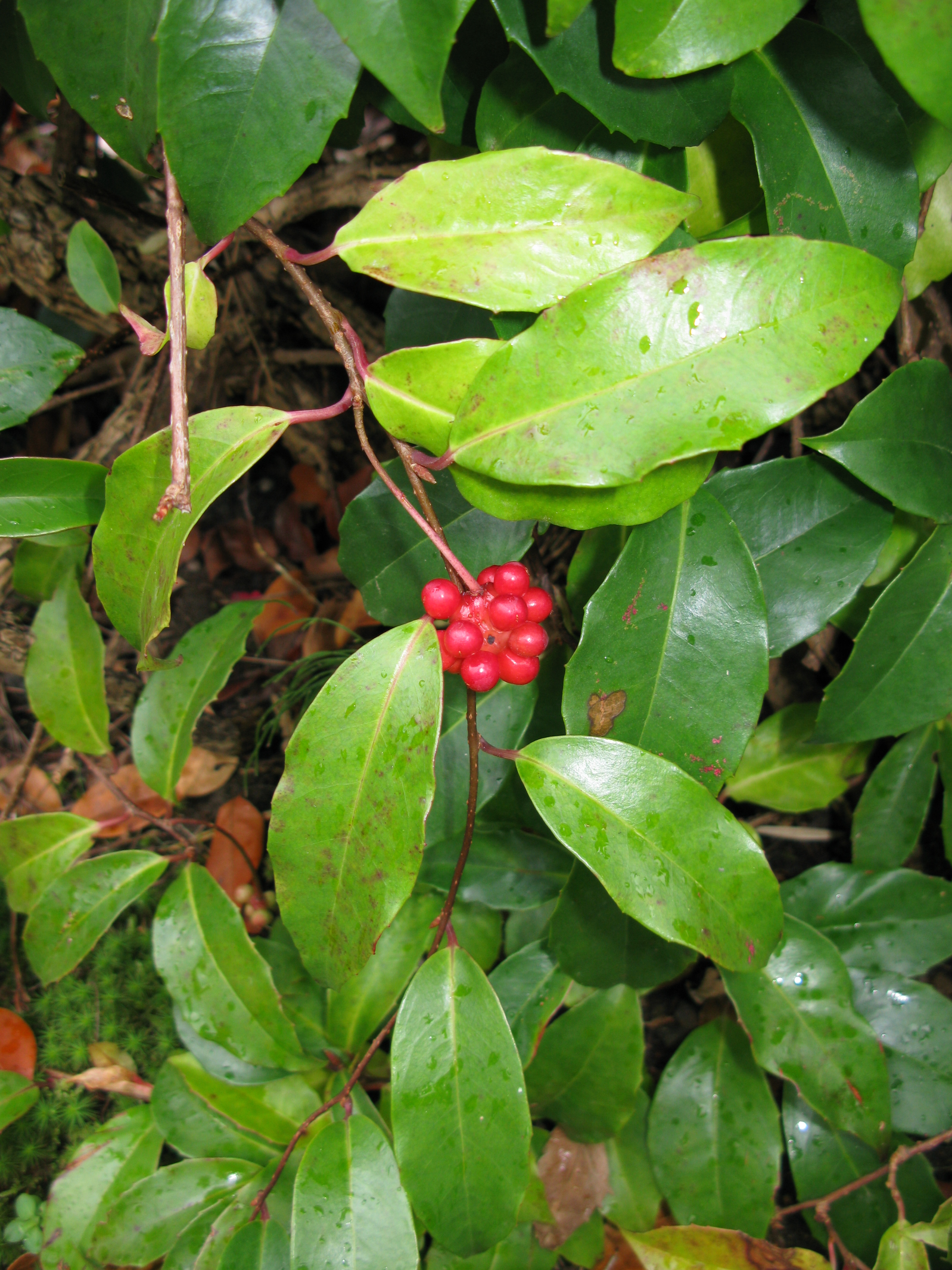
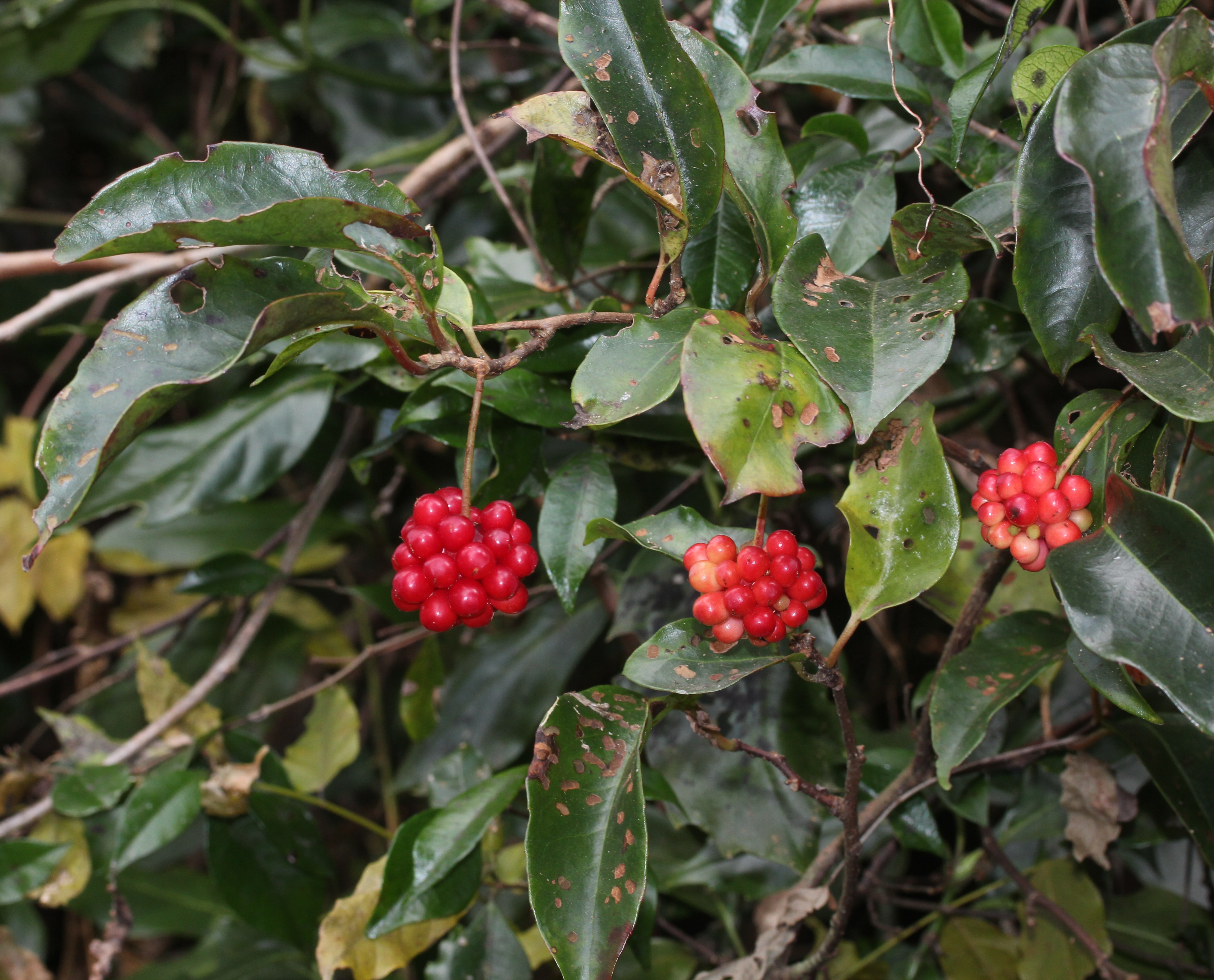
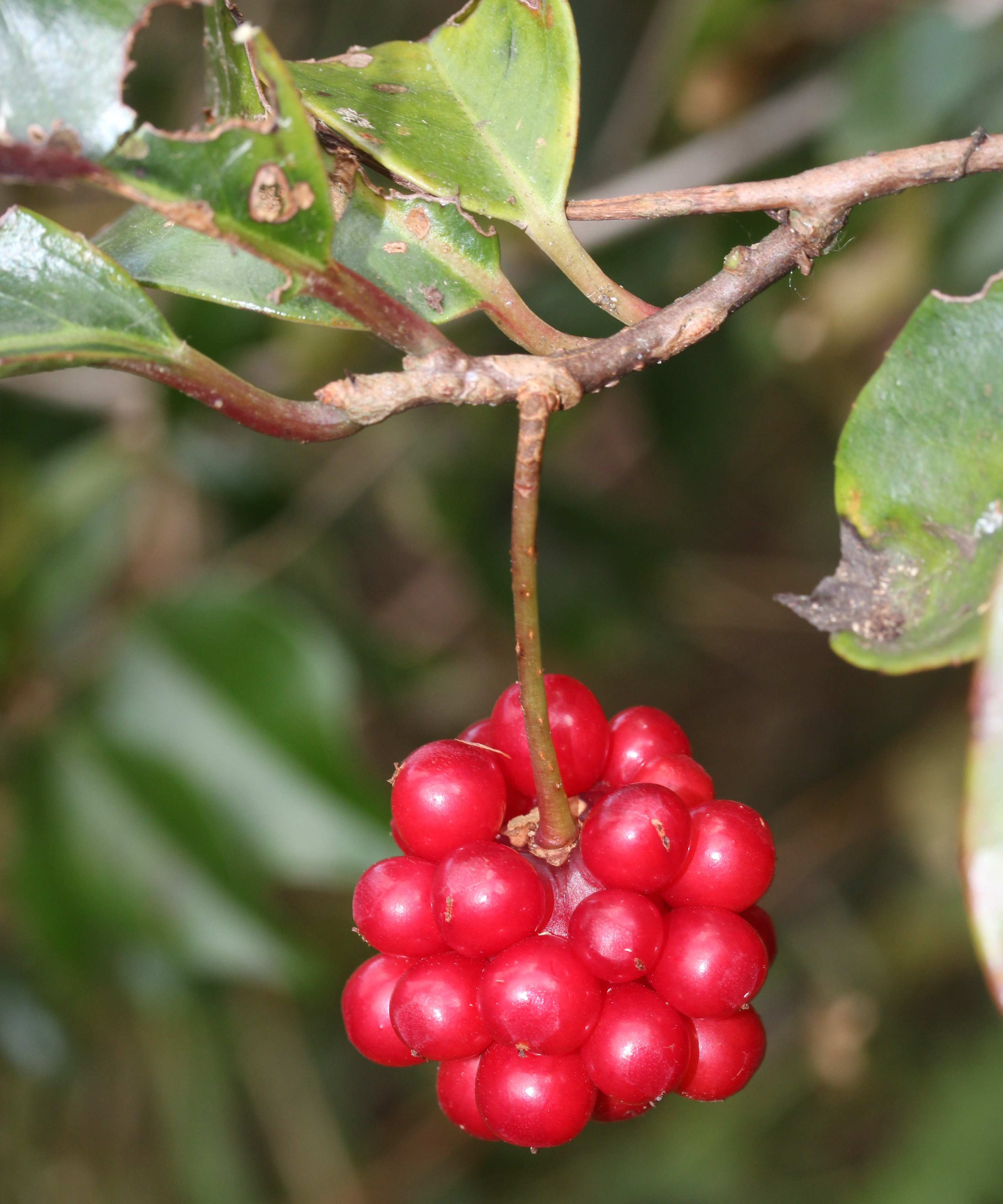
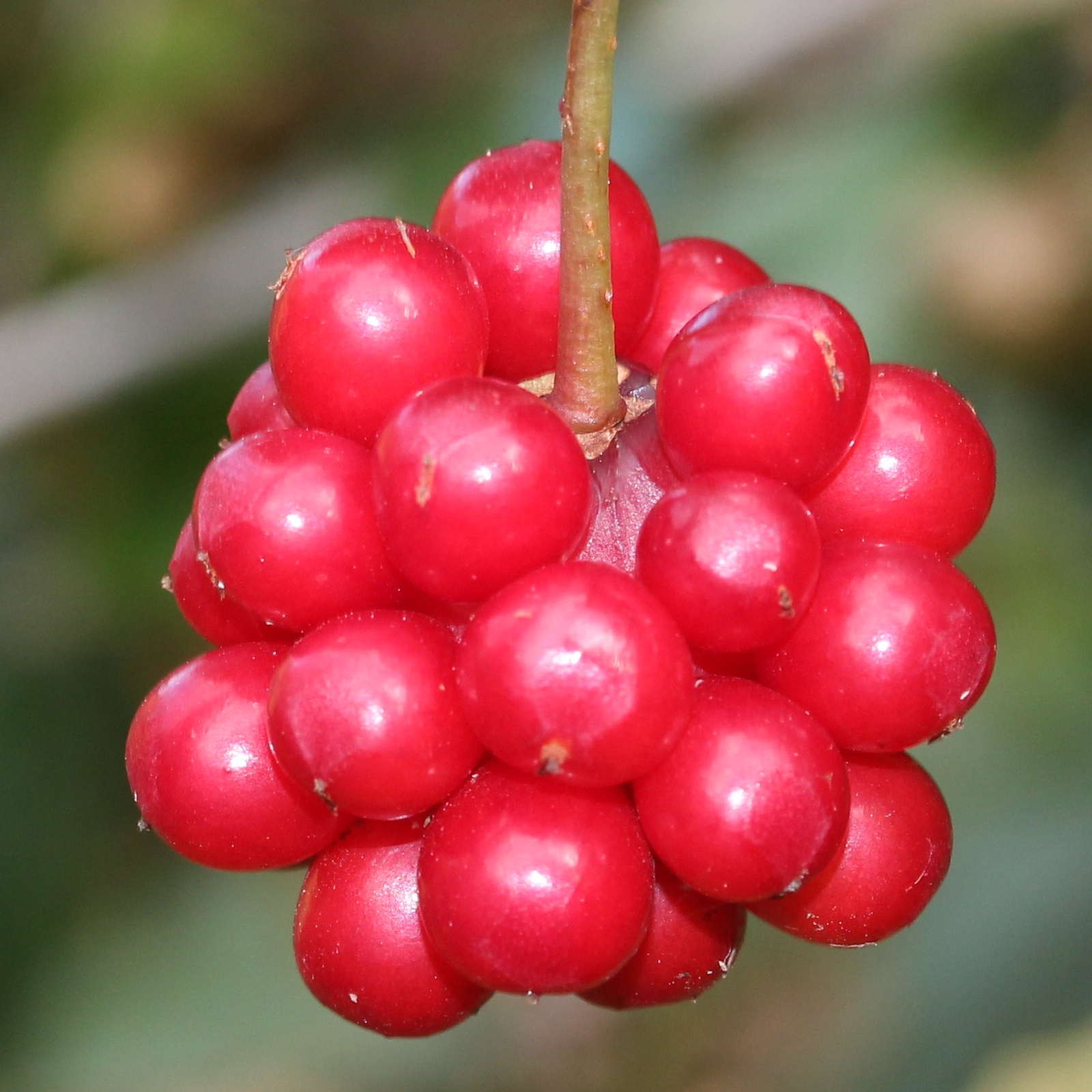
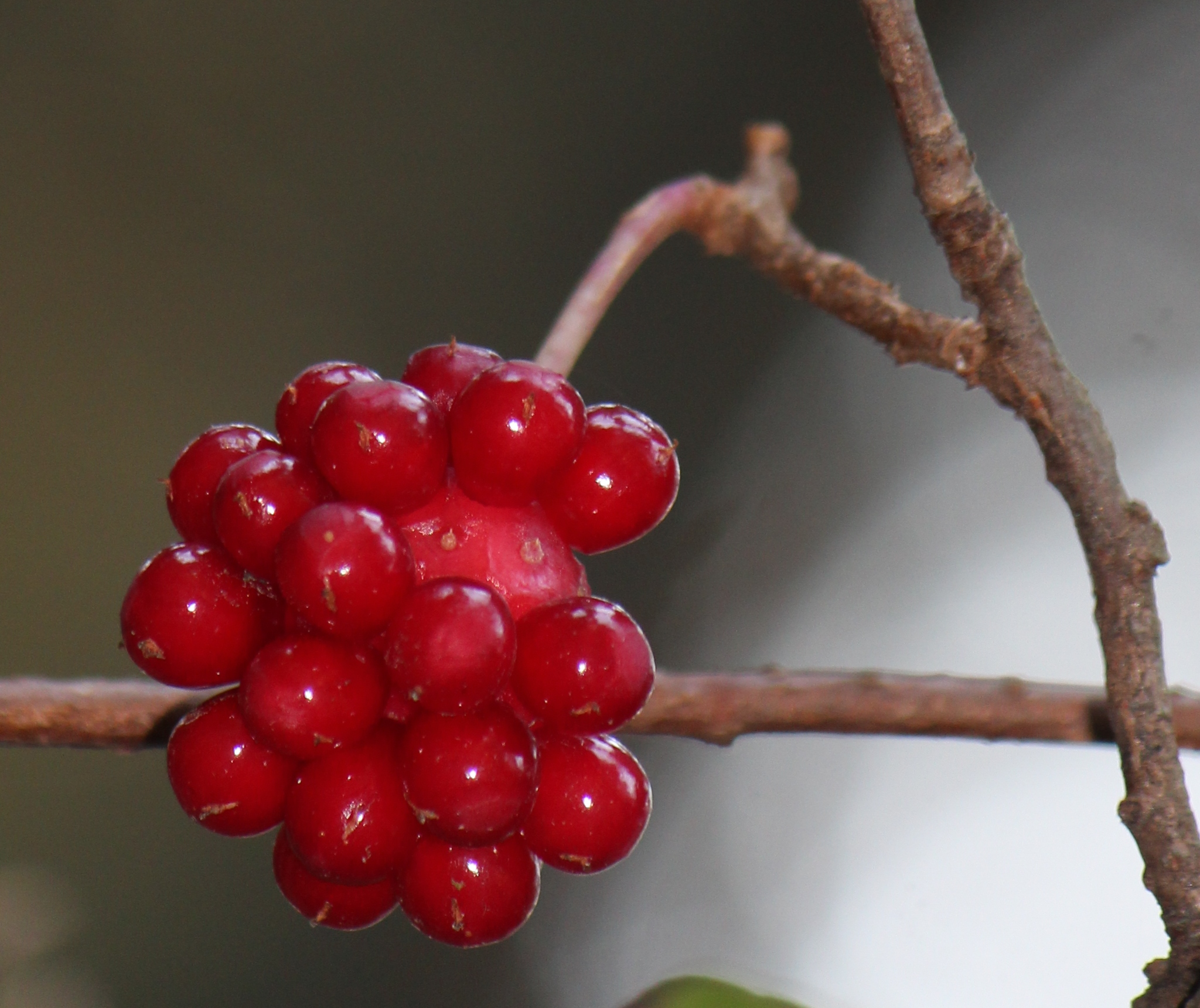